# VirtualDub
VirtualDub — вільна та відкрита утиліта для захоплення, монтажу та редагування відеопотоків для платформи Windows, ліцензована на умовах GNU General Public License. Розробник — Avery Lee. Може бути використана для простих лінійних операцій над файлами формату відео. Також VirtualDub може використовувати вбудовані фільтри або підключені модулі сторонніх розробників. Поширюється для 32- та 64-бітної операційної системи Windows. Не дивлячись на те, що програма протягом тривалого часу не оновлювалась, вона залишається актуальною і користується попитом через простий інтерфейс та не велике навантаження на процесор.

## Основні функції
- Вирізання та склеювання;
- конвертація, перекодування відеофайлів;
- захоплення відео (перетворення аудіо та відео потоків в відеофайли);
- заміна звукової доріжки оригіналу на звук з файлів .AVI, .avs, .dat, .divx, .m1v, .mpeg, .MP3, .mpg, .mpv, .vdr, .WAV, .w64;
- підтримує працю з декількома звуковими доріжками;
- накладення фільтрів;
- підтримує працю з .AVI, .dat, .divx, .mpeg, .mpg, .mpv;
- підтримує працю з VOB, MPEG-2, AC-3, FLIC, FLV, FLI, FLC, MOV, MP4, PVN, 3GP, WMA, WMV, ASF, (за допомогою плагінів);
- розподілена праця на декількох комп'ютерах в мережі;
- різка та склеювання по ключовим кадрам;
- додавання / відрізання звукової доріжки;
- праця зі звуковою доріжкою без рекомпресії відео і навпаки.

При цьому, на відміну від багатьох інших редакторів, користувач має повний контроль над режимом роботи. Це означає, якщо користувач вибрав режим без рекомпресії, то буде робота тільки без рекомпрессії (виконати деякі операції буде неможливо). Для порівняння, багато редакторів або виконують рекомпресії завжди, незалежно від необхідності, або (як наприклад Ulead Media Studio) виконують адаптивну рекомпресії в місцях переходів, не чіпаючи інший матеріал (користувач при цьому не знає в точності, які ділянки піддалися рекомпрессії).
Другою унікальною особливістю є мале завантаження процесора і, відповідно, більша, ніж у інших редакторів, швидкість роботи. Досягається це за рахунок того, що значна частина VirtualDub написана низькорівневим кодом. Розплатою за це є декілько обмежена функціональність.

## Особливості
VirtualDub призначений для роботи на Windows, але може працювати в Linux і MacOS x, використовуючи Wine. (Наприклад, щоб використовувати його з популярним плагіном Deshaker). Однак вбудована підтримка цих систем недоступна. VirtualDub був створений для роботи виключно з файлами Audio Video Interleave (AVI); Однак у версії 1.7.2 був доданий API-інтерфейс плагіна, який дозволяє імпортувати інші формати. При наявності встановлених відповідних відео- та аудіокодеків.

## Плагіни
- AC-3 plugin - імпорт АС3 доріжок (вимагає AC-3 ACM Codec)
- Directshow plugin - дозволяє довантажувати будь-які формати, які відкриваються плеєрами типу MPC.
- FLIC plugin - fli, flc
- FLV plugin - flv (для роботи необхідний ffdshow)
- MP4 / 3GP plugin - імпорт в 3gp, mp4.
- MPEG-2 plugin - mpg, m2v, vob, vro
- PVN plugin - pvn
- R3D plugin - підтримка R3D (Redcode RAW)
- Quicktime plugin - mov, mp4
- WMV plugin - відкриває Windows Media Video (контейнер [ASF]): asf, wmv, також відкриття / імпорт wma (аудіо). (Для роботи необхідний ffdshow, або WMV9 VCM)

## Юридичні аспекти
- Можливість роботи з форматом .asf була видалена, починаючи з версії 1.3d, на вимогу компанії Microsoft[8].
- VirtualDub не зберігається відео в форматі MPEG2, тому що за його використання в програмі необхідно сплачувати патентні відрахування.

## Виноски
1. ↑  Avidemux. Архів оригіналу за 30 вересня 2017. Процитовано 29 вересня 2017.
2. ↑  Программы для монтажа видео - сравнения и рейтинг. Архів оригіналу за 26 вересня 2017. Процитовано 29 вересня 2017.
3. ↑  The Best Free Software: Video And Audio Editing - ComputerShopper.com. computershopper (англ.). Архів оригіналу за 27 вересня 2017. Процитовано 29 вересня 2017. [Архівовано 2017-09-27 у Wayback Machine.]
4. ↑  VirtualDub. Архів оригіналу за 13 жовтня 2016. Процитовано 29 вересня 2017.
5. ↑  Топ-18 программ для монтажа видео. Архів оригіналу за 30 вересня 2017. Процитовано 29 вересня 2017.
6. ↑  HowTo install VirtualDub under wine with deshaker plugin. forums.opensuse.org (англ.). Архів оригіналу за 30 вересня 2017. Процитовано 29 вересня 2017.
7. ↑  VirtualDub 1.6.18 and 1.7.2 released - virtualdub.org. virtualdub.org. Архів оригіналу за 30 червня 2016. Процитовано 29 вересня 2017.
8. ↑  Advogato: Microsoft patents ASF media file format, stops reverse engineering. 28 червня 2017. Архів оригіналу за 28 червня 2017. Процитовано 29 вересня 2017.